# Annie Cohen-Solal
Annie Cohen-Solal nasceu na Argélia e atualmente mora na França. É uma socióloga, acadêmica, escritora e principal biógrafa do filósofo francês Jean-Paul Sartre. É doutora em Letras e professora de Estudos Americanos na Universidade de Caen e na Escola de Altos Estudos de Ciências Sociais de Paris, e professora-visitante na Universidade de Nova York. Obteve seu ph.D. pela Universidade Paris-Sorbonne e também lecionou na Universidade Livre de Berlim, Universidade Hebraica de Jerusalém e Universidade de Paris XIII. Além de ter colaborado com artigos para o Dictionnaire Sartre (2004) e Sartre dans son siècle (2005).

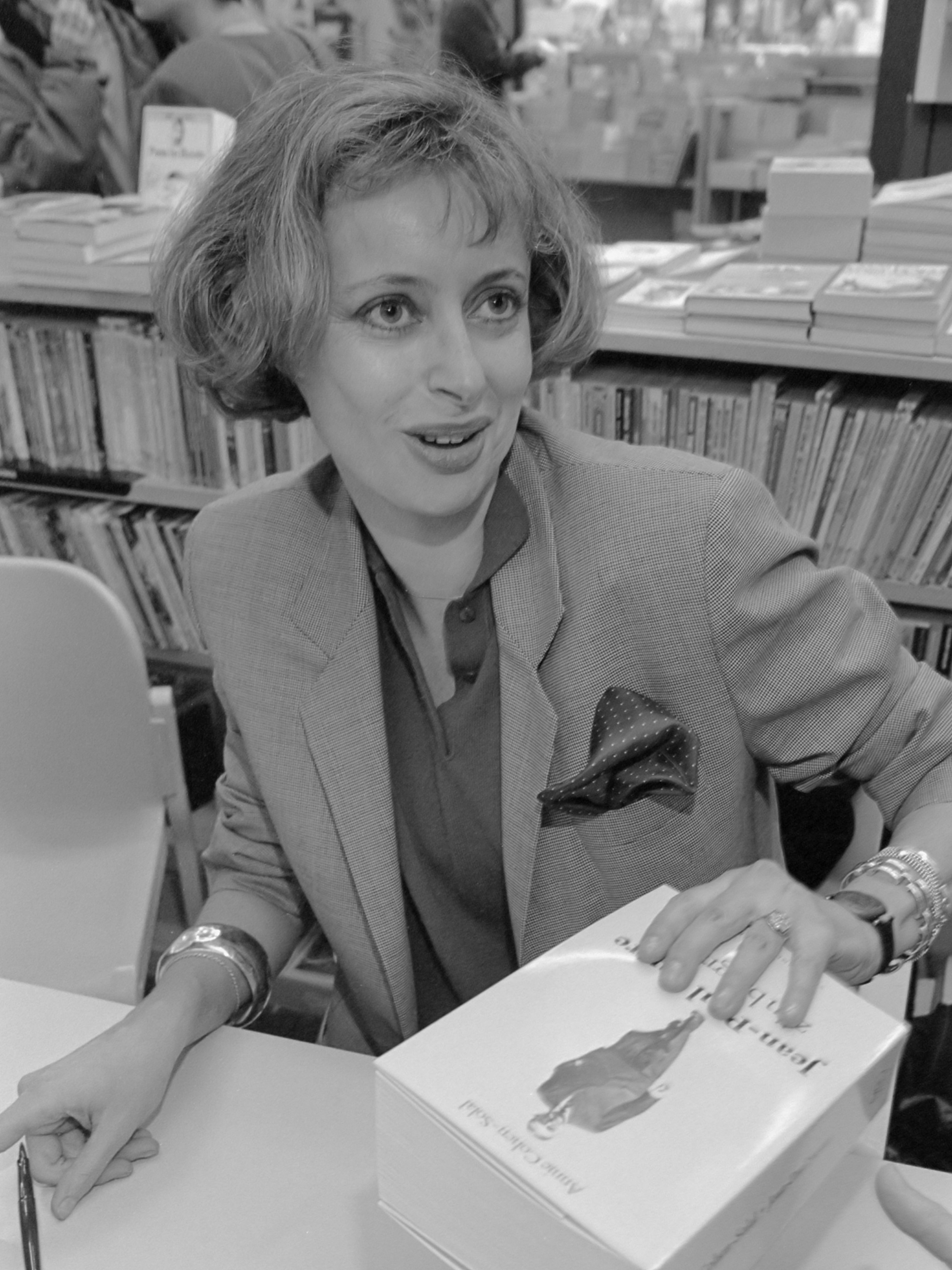
Annie Cohen-Solal (1988)

O seu trabalho mais famoso é uma biografia de Jean-Paul Sartre, – Sartre: 1905-1980 (Gallimard, 1985) ou, em português, Sartre: uma biografia (L&PM, 2008) –, que foi publicada em quase vinte países. O lançamento foi inacreditavelmente positivo e abrangente. Todos os jornais, periódicos semanais e mensais publicaram uma edição especial sobre o livro, recebendo diversos elogios da crítica especializada: um dos grandes jornais franceses, L’Express, afirmou que é “uma biografia admirável: rigorosa, irreverente, completa, lúcida”; a revista francesa L’Événement Du jeudi anuncia que “Annie Cohen-Solal concluiu uma façanha prodigiosa... Este livro pode ser lido como um romance, e a história de Sartre é também a história do nosso século”; o jornal Le Matin: “Annie Cohen-Solal dedicou quatro anos de sua vida para investigar, de ambos os lados do Atlântico, a trajetória traçada pelo autor de A náusea. O resultado é uma biografia monumental...”; a revista norte-americana Newsweek, a segunda maior revista semanal dos Estados Unidos (EUA), disse: “um trabalho mágico... Transmite exatamente o significado de ser um filho do século de Sartre”; já o Le Monde, um dos mais importantes e amplamente respeitados jornais do mundo, publica: “o livro traz contribuições... a informação é completa, elegantemente apresentada, sem preconceitos... Annie Cohen-Solal nos conduz direto ao cerne da única questão que realmente interessa: de que forma um espírito extraordinário aproximou os outros da realidade por meio dos poderes de sua imaginação. Ela o faz com minúcia de detalhes, imparcialidade, élan”. Cohen-Solal, ainda, já publicou outros livros sobre Sartre, entre eles, Sartre, un penseur pour le XXI siècle (Éditions Gallimard, 2005) (em português: Sartre, um pensador para o século XXI).
Annie Cohen-Solal também é considerada uma defensora aguerrida de Sartre. Ela organizou na Ecole Normale Supérieure, a universidade parisiense onde o filósofo estudou, um ciclo de debates sobre ele. Para marcar ainda o centenário de Sartre no ano de 2005, Cohen-Solal entrou em uma turnê de conferências internacionais, levando-a, entre outros países, para o Brasil, onde foi recebida pelo então Ministro da Cultura Gilberto Gil, criando a cadeira Sartre na Universidade de Brasília (UnB). Segundo a biógrafa, ainda o filósofo francês continua despertando paixões e sendo louvado ou execrado. Devido a isso e porque os estudantes franceses da atualidade estão percebendo a relevância de Sartre, na École Normale Supérieure, uma grande universidade francesa, estão discutindo do mesmo modo a criação de uma cadeira Sartre.
A respeito de seus outros trabalhos, podemos destacar igualmente a bem repercutida edição francesa de seu livro sobre a ascensão de artistas americanos L'avènement des peintres américains (Paris 1867 - New York 1948) (Éditions Gallimard, 2000), a qual foi premiada com o Prix Bernier realizado pela Académie des Beaux-Arts.
Cohen-Solal tem pesquisado as interações entre arte, literatura e sociedade com um toque intercultural. Depois que sua obra Sartre: uma biografia se transformou em sucesso internacional, Cohen-Solal tornou-se conselheira cultural francesa nos EUA, atuando nos Serviços Culturais da Embaixada da França em Nova York, onde foi enviada pelo então presidente francês François Mitterrandonde, ocupando o cargo de 1989 a 1992. Além disso, em 2013, tornou-se consultora especial na Ecole Normale Supérieure para o Nuit Sartre e, em 2014, curadora geral de Magiciens de la terre 2014 no Centre Pompidou, editando Magiciens de la terre: retour sur une exposition légendaire, com Jean-Hubert Martin.

## Obras
- Paul Nizan, communiste impossible (Grasset, 1980)
- L'avènement des peintres américains (Paris 1867 - New York 1948) (Éditions Gallimard, 2000)
- Sartre, un penseur pour le XXI siècle (Éditions Gallimard, 2005)
- Sartre: uma biografia (L&PM, 2008)